# Roentgenizdat
Roentgenizdat er en type grammofonplade, som blev lavet ud fra brugte røntgenplader, i mangel af vinyl. Pladerne blev udgivet i Sovjetunionen, og navnet stammer fra ordet roentgen (som i Røntgenstråler) og det russiske izdatel'stvo, som betyder udgiver. 
I Sovjetunionen var meget vestlig musik forbudt, og selvom nogle grammofonplader blev smuglet ind, oversteg efterspørgslen udbuddet. Eftersom vinyl var næsten umuligt at skaffe, kunne de grammofonplader der var kommet over landets grænse ikke reproduceres, men man fandt hurtigt ud af, at man som alternativ kunne skære riller i gamle røntgenplader. Pladerne var af ringe kvalitet og holdt sjældent mere end et par måneder, men de indeholdte stadig den forbudte musik, og blev derfor både eftertragtede og værdsatte. I 1958 blev roentgenizdat dog til sidst opdaget af myndighederne, og forbudt.